# Etruridelphis
Etruridelphis è un nuovo genere di Cetacei Odontoceti del Pliocene della famiglia Delphinidae. Attualmente l'unica specie appartenente a questo genere è estinta.

## Dati storici
I ritrovamenti di delphinidae fossili sono una rarità per la paleontologia di tutto il mondo, sono invece  abbondanti in Italia. Il delfinide scoperto dai ricercatori del Museo Geopaleontologico GAMPS fa eccezione. Gli esemplari noti al mondo di questa particolare specie, Etruridelphis giulii, si contano infatti sulle dita di una mano. Fino a qualche anno fa, reperti fossili simili venivano attribuiti alla specie Stenella  giulii (Lawley, 1876), nomen non più valido, un cetaceo preistorico che aveva il suo areale nel bacino pliocenico Toscano, di cui attualmente si conoscono al mondo solo quattro esemplari, ritrovati tra le colline toscane. Uno di questi fu scoperto nel 1876 dal naturalista Roberto Lawley presso il Poggetto dei Greppioli  a circa 1 km a sud-est di Lorenzana (Pisa). Originariamente, del fossile di Lawley era conservato il cranio quasi completo, numerose vertebre, molte coste, lo sterno e un arto e per la sua completezza fu considerato l'olotipo di questa specie. Il reperto apparteneva al naturalista toscano, ma nel 1881 con la morte dello studioso andò perduto per sempre. Prima della scomparsa dell'originale Lawley fece realizzare un calco in gesso del suo esemplare, e tale calco è ancora oggi considerato l'olotipo per questa specie. Il calco viene attualmente conservato presso il MGPUB (Museo di Geologia e Paleontologia, Università di Bologna) descritto in dettaglio nel 1996.

## Tassonomia
Si tratta di un nuovo genere di delphinidae, attribuito per la prima volta nel 2009 a reperti di delfini fossili, oggi estinti, scoperti tra le colline della toscana. Per lungo tempo tali reperti sono stati attribuiti a diversi generi e specie, tra cui la Stenella giulii. Nel dicembre 2009 nuove analisi paleontologiche sui reperti scoperti alla fine del XIX secolo dal naturalista Roberto Lawley, e soprattutto grazie al ritrovamento dei resti del nuovo esemplare fossile, attualmente il più completo al mondo, hanno dimostrato tramite l'uso anche di una tomografia computerizzata come tali reperti fossili, fossero in realtà ben distinti filogeneticamente dagli esemplari attuali appartenenti al genere Stenella.
Tali differenze possono essere riassunte in: 
1. Maggior dimensione del cranio
2. Area premascellare più ampia e più piatta sul rostro
3. Processo superiore del periotico più stretto
4. Inferiore processo muscolare del malleus.

Da qui l'istituzione di nuovo genere: Etruridelphis, per raggruppare i delphinidae fossili scoperti in Toscana.